# Andreas Zaimis

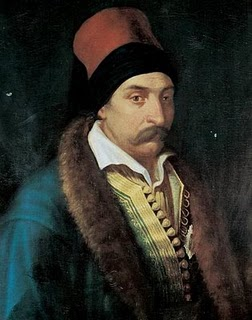
Porträt von Andreas Zaimis

Andreas Zaimis (griechisch Ανδρέας Ζαΐμης; * 1791 in Kerpini, Achaia; † 4. Mai 1840 in Athen) war ein griechischer Freiheitskämpfer der Griechischen Revolution und von 1826 bis 1827 Präsident der Provisorischen Regierung Griechenlands. Er zeigte während der Revolution sowohl militärisches als auch politisches Engagement, unter anderem war er Mitglied der Englischen Partei.

## Frühes Leben
1791 wurde Andreas Zaimis in Kerpini geboren, einem kleinen Dorf nördlich von Kalavryta. Er entstammte einer einflussreichen Familie der Kotzabasiden (christliche Notablen) aus der Provinz Kalavryta. Vor der Revolution regierte er zusammen mit seinem Vater Asimakis Zaimis die Provinz.
Im Februar 1819 trat er, vermittelt durch den Kotzambasiden von Vostitsa (heutiges Egio), der gleichzeitig Schwiegersohn von Andreas Londos war, der Filiki Eteria bei und brach sein Studium in Italien ab. Er setzte sich aktiv für die Ziele der Gesellschaft ein und gewann weitere prominente Persönlichkeiten der Region als Unterstützer. Im Januar 1821 beteiligte er sich zusammen mit weiteren Mitgliedern der Filiki Eteria und Kotzambasiden an der Geheimversammlung von Vostitsa, um die kommende Revolution zu planen. Trotz anfänglicher Zurückhaltung nahmen Andreas und sein Vater von Anfang an aktiv an den militärischen und politischen Ereignissen des griechischen Unabhängigkeitskampfes teil.

## Beteiligung an der Griechischen Revolution

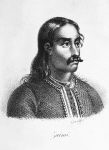
Lithographie von Zaimis

Zaimis hisste zusammen mit Germanos von Patras im historischen Kloster von Agia Lavra die Fahne der Revolution.
Andreas Zaimis nahm am 22. oder 23. März 1821 zusammen mit Ioannis Papadiamantopoulos, Andreas Londos und B. Roufos an der Belagerung von Patras teil. Sie belagerten die muslimischen Stadtbewohner in der Festung. Zaimis war Teil des Revolutionären oder Achaischen Direktoriums, einer lokalen revolutionären Behörde, die unmittelbar nach der Einnahme von Patras gegründet wurde. Er unterzeichnete am 25. oder 26. März die Proklamation des Direktoriums, die an ausländische Mächte gerichtet war.
Zaimis übernahm neben seiner militärischen Tätigkeit auch politische Ämter.  Er war im Dezember 1821 als Vertreter des Peloponnes auf der Ersten Nationalversammlung. Er wurde nach seiner Wahl ins erste Parlament zunächst nur in den ersten Sitzungen anwesend, da er auf eine Expedition entsandt wurde.
Er nahm mit seinem eigenen Militärkorps an der Abwehr von Dramali teil.
Weiterhin nahm er im Dezember oder 1823 an der ersten Belagerung von Mesolongi teil und kämpfte an der Seite von Theodoros Kolokotronis.
Er nahm auch als der Vertreter Kalavrytas auf der Zweiten Nationalversammlung (1823) teil und gehörte vom 26. April bis zu seinem Rücktritt im Januar 1824 der Exekutive an.
Während der Bürgerkriege 1823–1825 schloss sich Zaimis zunächst der Fraktion der Gegner von Theodoros Kolokotronis an und konnte sich behaupten. Im zweiten Bürgerkrieg wechselte er die Seiten, kämpfte in der Fraktion von Theodoros Kolokotronis, wurde besiegt und musste nach Zakynthos fliehen, um einer Verhaftung zu entgehen. 1825 kehrte er durch Unterstützung von Alexandros Mavrokordatos zurück und beteiligte sich am Kampf gegen die Truppen Ibrahim Paschas, die in Methoni gelandet waren. Er übernahm darüber hinaus den Vorsitz des Verwaltungsausschusses. Ein Jahr später war er Teilnehmer der Dritten Nationalversammlung in Troizen (1827).

## Nach der Griechischen Revolution

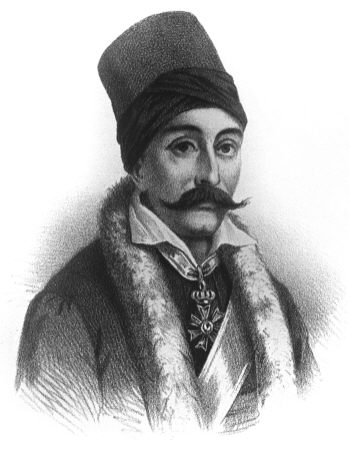
Andreas Zaimis, Lithographie (1863) von Marinos Papadopoulos Vretos (1828–1871).

Nach der Ankunft von Ioannis Kapodistrias wurde Zaimis zum Präsidenten der Abteilung für Inneres ernannt. Er gehörte der Englischen Partei an und stellte sich gegen den Gouverneur. Er war während der Herrschaft von Ioannis Kapodistrias Mitglied im Panhellenischen Beratungsgremium. Später wurde er in die Vierte Nationalversammlung (1829) gewählt, nahm aber vermutlich nicht an den Beratungen teil. Anschließend wurde er zusammen mit Georgios Kountouriotis in den dreiköpfigen Verwaltungsausschuss berufen, der Augustinos Kapodistrias ablöste.
Bei Ankunft von König Otto wurde Zaimis 1833 Staatsrat und 1834 bevollmächtigter Hofkommissar. Er war ab Oktober 1835 bis zu seinem Tod Vizepräsident des Staatsrats. Seine Leistungen im Unabhängigkeitskampf honorierte Otto mit Auszeichnungen in Form von Medaillen und Orden.
Er hatte eine Ehe mit Helena oder Eleni Deligianni (Tochter von Ioannis Deligiannis), einer Frau aus einer wohlhabenden und angesehenen Familie, geführt. Sein Sohn Thrasyvoulos Zaimis sowie sein Enkel Alexandros Zaimis waren später Ministerpräsidenten von Griechenland.
Seine politische Laufbahn beendete er unter König Otto als Staatsratsvizepräsident und Ministerratspräsident.

## Andenken
Nach dem Tod von Andreas Zaimis am 4. Mai 1840 in Athen wurde eine dreitägige Trauerzeit ausgerufen.
In Kerpini steht der historische Turm von Andreas Zaimis.